# 加藤直樹 (著述家)
加藤 直樹（かとう なおき、1967年 - ）は、日本のフリーライター、フリー編集者。鹿島拾市のペンネームがある。
東京都生まれ、法政大学中退。出版社勤務を経てフリーのライター、編集者になる。鹿島拾市のペンネームで社会民主党の発行する『社会新報』などに寄稿している。

## 人物
新宿区大久保で生まれ育つ。1986年に法政大学へ入学。反原発運動に取り組み、泊原発試運転開始阻止闘争のため札幌滞在中に山本夜羽（後に漫画家）と知り合い、帰京後は反天皇制全国個人共闘・秋の嵐周辺の運動に参加した。1989年、秋の嵐が一時停滞していた時期に山本とグループ「馬の骨」を結成し、反原発・反管理教育・反天皇制などを訴えるライブやデモを主催、六四天安門事件に抗議する中国人留学生のデモに参加するなどの活動を行った。「馬の骨」解散後の90年6月以降、秋の嵐メンバーとなる。また1993年に李英和が結成した「救え!北朝鮮の民衆/緊急行動ネットワーク」（RENK）に参加したとされる。1997年、ファシストを自称する活動家・佐藤悟志が、新宿ロフトプラスワンでブント活動家に襲撃される事件が起き、常連客有志として「ロフトプラスワン襲撃を許さない共同声明」の中心メンバーの一人となる。
2013年、大久保で行われたヘイトスピーチの現場に行き、「しばき隊」とはセンスが違うが、自分なりのやり方で抗議に参加しようと、友人たちと「知らせ隊」というグループを結成。ヘイトデモを罵る「しばき隊」や抗議のプラカードを掲げる「プラカ隊」の意味はわかるが、「沿道の人たちは何が起きているのか、よく分らない」ので、デモに背を向けて沿道の人にビラやプラカードで状況を知らせるという抗議活動を行った。ヘイトデモの問題を歴史的に掘り下げ、関東大震災時の朝鮮人が殺害されたことは単に過去の話ではないとして、ヘイトスピーチと結び付けて捉え、2013年8月31日から10月8日にかけて書いたブログを加筆・修正し、2014年3月に歴史ノンフィクションの『九月、東京の路上で』として刊行した。1923年の関東大震災時での朝鮮人が殺害されたことをテーマにした『九月、東京の路上で』が初の著書だった。同書は発売から約半年で3刷、1万部に達し、紀伊國屋書店が主催する紀伊國屋じんぶん大賞2015第3位に選ばれた。デモへの抗議からヒントを得たとして、人を記号化するレイシズムの危険性、「相手を人間として見ることを手放さないこと」を指摘している。
野間易通によれば、「一度だけしばき隊に参加したが、考えが合わないということで除名となった」とされる。

## 著作
単著
- 『九月、東京の路上で――1923年関東大震災 ジェノサイドの残響』ころから、2014年。
- 『謀叛の児 宮崎滔天の「世界革命」』河出書房新社、2017年。
- 『TRICK トリック 「朝鮮人虐殺」をなかったことにしたい人たち』ころから、2019年。
- 『ウクライナ侵略を考える　「大国」の視線を超えて』あけび書房、2024年。

共著
- 『NOヘイト！――出版の製造者責任を考える』ヘイトスピーチと排外主義に加担しない出版関係者の会編、神原元、明戸隆浩共著、ころから、2014年。
- 『さらば、ヘイト本!――嫌韓反中本ブームの裏側』大泉実成、梶田陽介、木村元彦共著、ころから、2015年。

訳書
- チェ・ギュソク『沸点――ソウル・オン・ザ・ストリート』クォン・ヨンソク監修、ころから、2016年。

その他
- 河出書房新社編集部編『戦争思想2015』河出書房新社、2016年。
- 香山リカ『ヒューマンライツ――人権をめぐる旅へ　香山リカ【対談集】』ころから、2016年。